# Thelasis longifolia
Thelasis longifolia är en orkidéart som beskrevs av Joseph Dalton Hooker. Thelasis longifolia ingår i släktet Thelasis och familjen orkidéer. Inga underarter finns listade i Catalogue of Life.